# Cladocarpus cornutus
Cladocarpus cornutus is een hydroïdpoliep uit de familie Aglaopheniidae. De poliep komt uit het geslacht Cladocarpus. Cladocarpus cornutus werd in 1879 voor het eerst wetenschappelijk beschreven door Verrill. 